# Carmine Amato
Carmine Amato (Marigliano, 21 aprile 1965) è un allenatore di calcio ed ex calciatore italiano, di ruolo portiere.

## Carriera

### Giocatore
Cresce nelle giovanili dell'Avellino dall'età di 15 anni, dopo aver osservato le parate dei portieri quando era raccattapalle, posizionandosi dietro la porta. Dopo aver militato in Serie A per due stagioni con la maglia dell'Avellino senza riuscire a debuttare nel massimo campionato italiano, gioca in Serie B con le maglie dello stesso Avellino, del Barletta, del Licata, dell'Acireale, della Fidelis Andria, del Cosenza e del Palermo, disputando nel campionato cadetto un totale di 187 presenze con 205 reti al passivo.

### Allenatore
Comincia come vice di Angelo Alessio sulla panchina dell'Imolese, successivamente diviene allenatore dei portieri di Foggia e Benevento, con una esperienza di allenatore sulla panchina dell'Atripalda. Nella stagione 2014-2015 è il preparatore dei portieri della Virtus Junior Napoli, e dal luglio 2015 del Melfi in Lega Pro.
Il 28 novembre 2016, con l'arrivo di Walter Novellino che rileva l'esonerato Domenico Toscano sulla panchina dei Lupi, diviene il preparatore dei portieri dell'Avellino, facendo così ritorno al sodalizio irpino dopo 24 anni.

## Palmarès

### Giocatore
- Campionato italiano Serie C2: 1

Centese: 1985-1986 (girone B)